# Musée du Masque de fer et du Fort Royal
Le musée s'appelait à l'origine musée de la Mer, mais il a changé de nom à partir de 2020, devenant le musée du Masque de fer et du Fort Royal. Ce Musée de France (numéro de référence du musée : 0602902 ; numéro d'identification : M0873) est un musée archéologique explorant terre et mer

## Classification

### Statut du musée
La reclassification nationale des musées, par la promulgation le 4 janvier 2002 de la Loi sur Les Musées (2002), converti tout « musées contrôlés » en Musées de France en février 2003, y compris ce musée. La justification de son classement comme un « Musée de France » était que «la conservation et la présentation au public de ses collections présentent un intérêt général».

## Infrastructure

### Situation géographique
Le musée du Masque de fer et du Fort Royal est installé dans le fort royal de l’île Sainte-Marguerite au large de Cannes dans le département des Alpes-Maritimes en région Provence-Alpes-Côte d'Azur (France). La conservation et la présentation au public de ses collections revêtant un intérêt public, le musée du Masque de fer et du Fort Royal est labellisé « Musée de France ». Connu sous le nom musée de la Mer, le musée est officiellement renommé musée du Masque de fer et du Fort Royal en 2021 par la ville de Cannes.

### Les bâtiments
Le bâtiment le plus imposant du fort, dit le « Vieux Château » s’est constitué autour des citernes romaines avec des développements importants aux XVIIe, XVIIIe et XIXe siècles. Le musée du Masque de fer et du Fort Royal, créé officiellement en 1977, présente à partir de 1978 des vestiges archéologiques issus de fouilles terrestres et sous-marines, des maquettes explicatives et des œuvres d’art contemporaines.
Le musée est organisé sur plusieurs niveaux :
- les prisons d’état dans une aile indépendante construite par Louis XIV ;
- au rez-de-chaussée, les citernes romaines du château ancien ;
- le premier étage avec les produits des épaves et les fresques romaines et des salles s’ouvrant sur une vaste terrasse réservées aux expositions internationales temporaires estivales.

### Le musée
Le bâtiment le plus imposant du fort, dit « le Vieux Château », construit au XVIIe siècle sur des citernes romaines, se divise en deux espaces : les prisons et le musée. Le musée du Masque de fer et du Fort Royal, crée officiellement au printemps 1977, présente des vestiges archéologiques, issus de fouilles terrestres et sous-marines et des maquettes explicatives. Des salles s’ouvrant sur une vaste terrasse sont réservées aux expositions temporaires.

### L'homme au masque de fer et les autres prisonniers

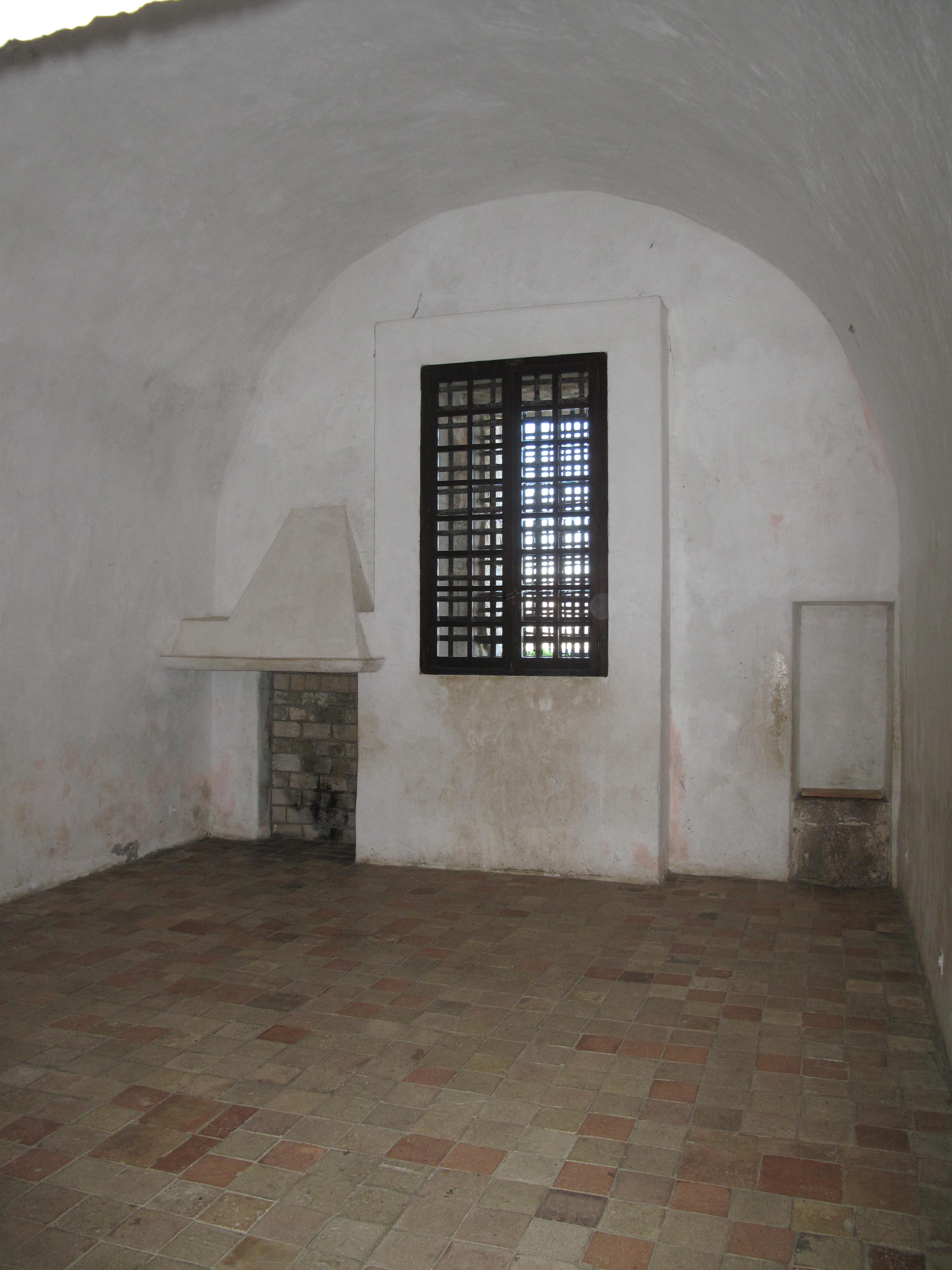
Cellule du Masque de Fer

Le musée abrite la prison construite spécialement pour enfermer l'homme au masque de fer qui y fut incarcéré de 1687 à 1698.
Bon nombre d'autres prisonniers ont succédé au « Masque de fer » : Le fort compta des pasteurs protestants, des prisonniers de famille, les Mamelouks de Napoléon, smala d'Abd el-Kader : entre 1841 et 1850, des centaines d'algériens sont incarcérés en France. Ils débarquent sur l'île en 1843, ils s'entassent dans le fort qui compte 554 détenus en 1847. Les femmes et les hommes sont séparés. Ils tentent de vivre comme dans leur pays. Un cimetière fut construit afin d'y ensevelir ceux morts sur l'île. Fin de l'incarcération : 1856…

### Le mémorial huguenot
Dans le fort de l’île Sainte-Marguerite furent enfermés des protestants pour « crime de religion » aux XVIIe et XVIIIe siècles.
En 1950, un mémorial huguenot a été aménagé dans une ancienne cellule. Il rend hommage à six ministres protestants qui furent incarcérés à perpétuité dans le fort :
- Paul Cardel, pasteur à Rouen, arrive à Haarlem (Hollande), le 28 février 1686 à l’âge de 35 ans. Il rentre en France en 1688. Arrêté au chevet d’une malade, à Paris, le 2 mars 1689, il est envoyé à Sainte-Marguerite le 18 avril. Il y meurt, fou, le 23 mai 1694.
- Pierre de Salve, sieur de Bruneton, est né à Vergèze (Gard). En 1685, il étudie la théologie à Schaffhouse (Suisse) puis est nommé pasteur à l’Église wallonne d’Ardenbourg, le 25 décembre 1686. Il demande alors un congé pour « affaires importantes ». Arrêté à Paris, le 10 janvier 1690, il est transféré à Sainte-Marguerite le 15 janvier. On a conservé de lui le sermon  « Christ m’est gain à vivre et à mourir ».
- Gabriel Mathurin, dit Lestang est originaire d’Uzès. Il est nommé pasteur à Arnhem (Hollande) en 1687. Il est arrêté à Paris le 18 avril 1690, à l’âge de 50 ans, incarcéré à Sainte-Marguerite et libéré en 1715. Il meurt en Irlande en 1718.
- Mathieu de Malzac, né à Uzès en 1657, étudie à Genève. Il est pasteur à La Bastide (Bas-Languedoc) puis à Rotterdam en 1686. À partir de 1689, il exerce son ministère entre Paris et Lyon. Arrêté en 1692, il est emprisonné à l’île Sainte-Marguerite. Pontchartrain, ministre de Louis XIV, demande qu’il soit traité avec humanité. Cette recommandation lui vaut le privilège exceptionnel d’une promenade de 2 heures. Il meurt dans sa prison, le 15 février 1725.
- Elisée Giraud, de Bergerac, figure sur une liste dressée à Rotterdam. Il passe d’Angleterre en Hollande puis à Paris. Enfermé deux ans à Vincennes, il est transféré à Sainte-Marguerite le 16 août 1693.
- Jean Gardien Givry, né à Vervins en 1647, est nommé pasteur à Sedan, Montpellier, Nîmes puis Plymouth pendant 5 ans. Il rentre en France en 1691 et tient des assemblées, notamment à Saint-Quentin, La Boîte à Cailloux et Château-Thierry. Il est arrêté au bout de 7 mois puis déporté avec Elisée Giraud.

### Les fouilles
En 1972, des travaux menés dans l’enceinte du Fort Royal de l’île Sainte-Marguerite ont mis au jour des vestiges antiques importants. Quatorze campagnes de fouilles programmées entre 1973 et 1986, dirigées par Georges Vindry, ont établi l’occupation du site du VIe siècle av. J.-C. jusqu’au IVe siècle av. J.-C. apr. J.-C. :
- Occupation pré-romaine.
- Habitat structuré de type hellénistique (maisons, ruelles, égouts), Ier siècle av. J.-C.
- Muraille avec des structures semi-circulaires (rempart ou mur de soutènement) fin Ier siècle av. J.-C.
- Plusieurs cryptoportiques, 15-20 apr. J.-C.
- Matériel du IVe siècle apr. J.-C.
- La richesse de la décoration des Ier siècles av. et ap. J.-C. (peintures, stucs, mosaïques) permet de penser à une ou plusieurs riches demeures ou bâtiments publics.
- Seule une dédicace de Lero et Lerine est venue rappeler le souvenir du sanctuaire évoqué par Strabon et Pline l’Ancien.

En 1995, Annie Arnaud a travaillé et étudié les structures et le matériel mis au jour par Georges Vindry. Dernièrement (en 2007), une prospection non destructive effectuée par la société Terranova a permis de dresser une cartographie des sous-sols à l’intérieur du Fort. Aujourd’hui, cet ancien chantier de fouille préservé par une barrière en bois permet aux visiteurs d’appréhender, dans une tranchée ouverte de 30 × 5 m, le mur de rempart et le tracé des maisons.

### Expositions temporaires
Le musée présente chaque été une exposition temporaire :
- 2005 : « Cannes, lumières blanches », photographies Olivier Mériel ;
- 2006 : « Cannes, Vibrato », photographies de Gilles Leimdorfer ;
- 2007 : « Le Fort royal de l’île Sainte-Marguerite au XVIIe siècle », dans le cadre du tricentenaire de la mort de Vauban ;
- 2009 : « Bellini, couleurs d’eau » ;
- 2010 : « Ella Maillart, une vie de voyages », en collaboration avec le Musée de l’Élysée, Lausanne.

## Fréquentation
| Année | Entrées payantes | Entrées gratuites | Total  |
| ----- | ---------------- | ----------------- | ------ |
| 2001  | 37 752           | 20 657            | 58 409 |
| 2002  | 23 214           | 15 937            | 39 151 |
| 2003  | 15 684           | 19 945            | 35 629 |
| 2004  | 15 450           | 17 833            | 33 283 |
| 2005  | 40 429           | 28 622            | 69 051 |
| 2006  | 42 511           | 34 022            | 76 533 |
| 2007  | 50 334           | 36 301            | 86 635 |
| 2008  | 47 942           | 39 239            | 87 181 |
| 2009  | 48 638           | 35 821            | 84 459 |
| 2010  | 44 377           | 37 904            | 82 281 |
| 2011  | 47 064           | 35 752            | 82 816 |
| 2012  | 43 317           | 36 718            | 80 035 |
| 2013  | 44 519           | 35 981            | 80 500 |
| 2014  | 47 990           | 38 898            | 86 888 |
| 2015  | 45 059           | 37 823            | 82 882 |
| 2016  | 41 654           | 35 794            | 77 448 |
| 2017  | 45 690           | 34 837            | 80 527 |
| 2018  | 41 397           | 33 508            | 74 905 |
| 2019  | 43 900           | 34 493            | 78 393 |
| 2020  | 42 627           | 17 549            | 42 176 |
| 2021  | 30 399           | 22 030            | 52 429 |